# Nikolaus Szontagh (1843)

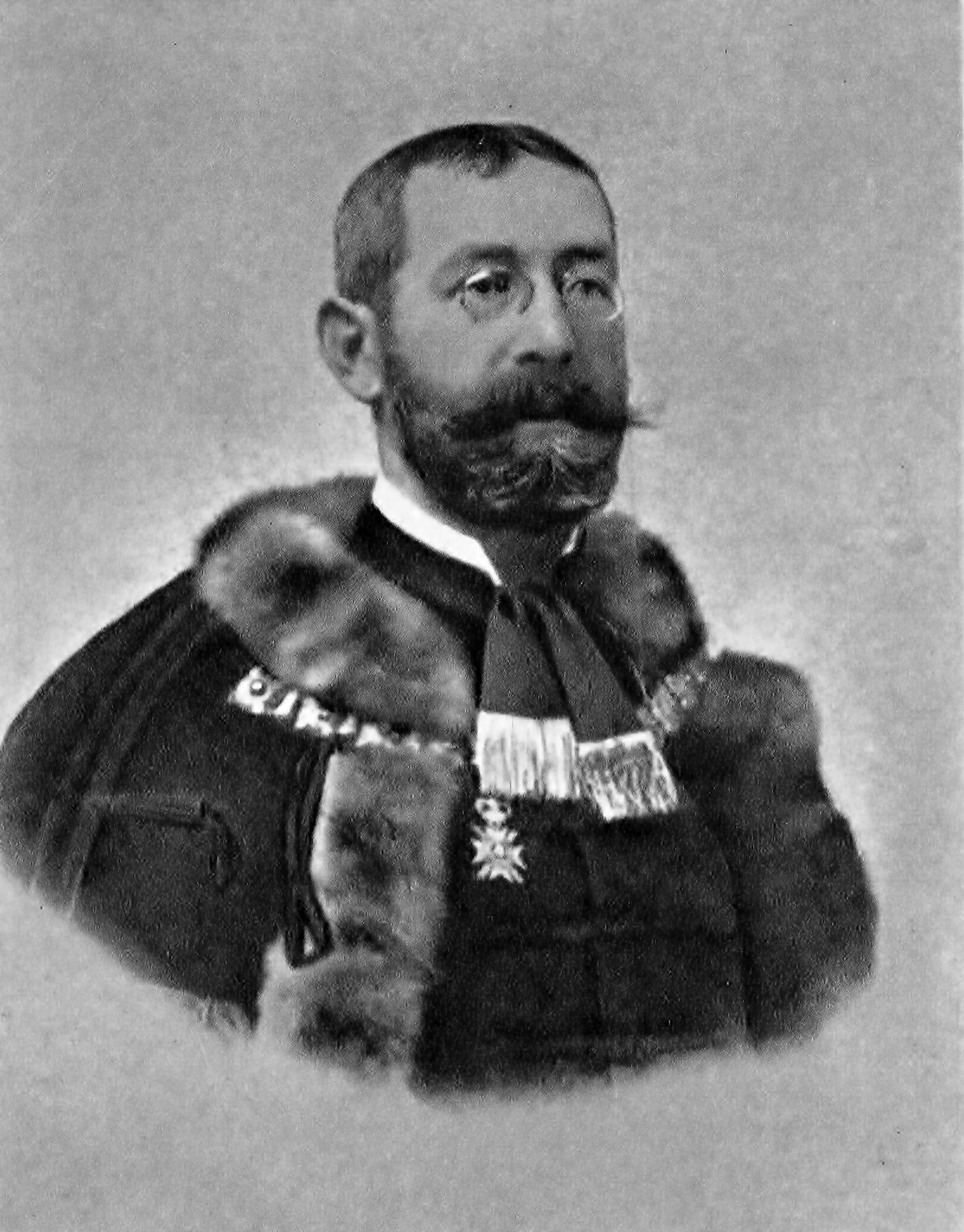
Nikolaus Szontagh

Nikolaus Szontagh d. Ä. (auch Nikolaus von Szontagh oder Szontágh geschrieben, ungarisch Miklós Szontagh, slowakisch Mikuláš Szontagh oder auch Sontág; * 11. August 1843 in Unterkubin, damals Komitat Arwa im Kaisertum Österreich, heute Dolný Kubín in der Slowakei; † 2. Dezember 1899 in Neuschmecks, damals Komitat Zips in Österreich-Ungarn, heute als Nový Smokovec Ortsteil von Vysoké Tatry in der Slowakei) war ein ungarischer Arzt, Naturforscher und Gründer des Kurorts Nový Smokovec in der Hohen Tatra.

## Lebenslauf

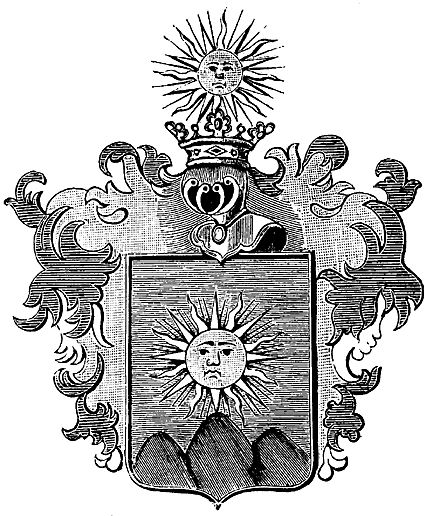
Wappen der Familie Szontagh

Er stammt aus einer alteingesessenen Familie, deren Vorfahren um die Wende vom 13. zum 14. Jahrhundert als deutsche Ostsiedler in die Zips kamen. Sie waren vorwiegend Bergleute in der Unterzips und trugen seit 1659 das Adelsprädikat de Igló. Im Laufe der Zeit teilte sich die Familie in zwei Zweige: den Zips-Gemerer und den Arwaer. Die Mitglieder des Arwaer Zweigs waren im 19. Jahrhundert vor allem als Beamte tätig.
Nikolaus kam zur Welt als drittes von acht Kindern des Oberstuhlrichters Daniel Szontagh und dessen Frau Penthesilea. Im Taufbuch der evangelischen Kirche von Unterkubin liest man den Namen Nicolaus Christophorus Sonntag, er selbst nutzte später jedoch nur den Vornamen Nikolaus (deutsch) beziehungsweise Miklós (ungarisch) und den magyarisierten Nachnamen Szontagh. Sein Vater war an Botanik interessiert und vermittelte Nikolaus früh seine Begeisterung dafür. Seine Grundausbildung erhielt er in seiner Heimatstadt, die Mittelschule besuchte er in Neusohl und am Gymnasium in Ödenburg und legte dort 1862 die Matura ab. Anschließend begann er ein Medizinstudium an der Universität Wien, dabei setzte er seine bereits am Gymnasium begonnene Publikationstätigkeit zur Botanik (z. B. für die Österreichische Botanische Zeitschrift) fort und schrieb für das Wochenblatt Vasárnapi Ujság. So entstanden Artikel wie Eine Exkursion auf den Rohács (1863) oder Botanische Reise durch das Waagtal in die Centralkarpaten (1864). Auch mit einem Stipendium musste er seinen Lebensunterhalt durch zusätzliche Arbeitsstellen bestreiten. 1868 promovierte er zum Dr. med. und begann seine praktische Tätigkeit als Arzt im Spital von Pest. Auch hier ließ sein Interesse an Botanik nicht nach. Er heiratete 1869 Ernestina, geb. Madarász, doch nach nur zwei Jahren wurde er Witwer. 
Nachdem bei ihm Tuberkulose diagnostiziert worden war, entschied er sich für einen Standortwechsel und wurde Badearzt des Kurorts Korytnica. Vor der Sommersaison 1873 nahm er die Stelle des Badearztes von Schmecks, des ältesten Kurorts in der Hohen Tatra, an. Damals spezialisierte sich der Kurort auf Kaltwasserkuren, als Badearzt war Szontagh jedoch vom Desinteresse der damaligen Eigentümer, der Borsod-Miskolczer Dampfmühlen AG, enttäuscht. Außerhalb der Sommersaison reiste er durch Europa und arbeitete in Kurorten in Deutschland, Frankreich, Schweiz, Italien sowie im Osmanischen Reich und dem unter osmanischer Hoheit stehenden Fürstentum Rumänien. Besonders wertvoll für ihn waren Aufenthalte in Montana, Arosa, Abbazia (heute Opatija), Meran und Davos. All diese Erfahrungen nutzte er, um das auf Klimatotherapie spezialisiertes Heilbad Neuschmecks (damals offiziell ungarisch Újtátrafüred, heute slowakisch Nový Smokovec) in der Hohen Tatra zu gründen.

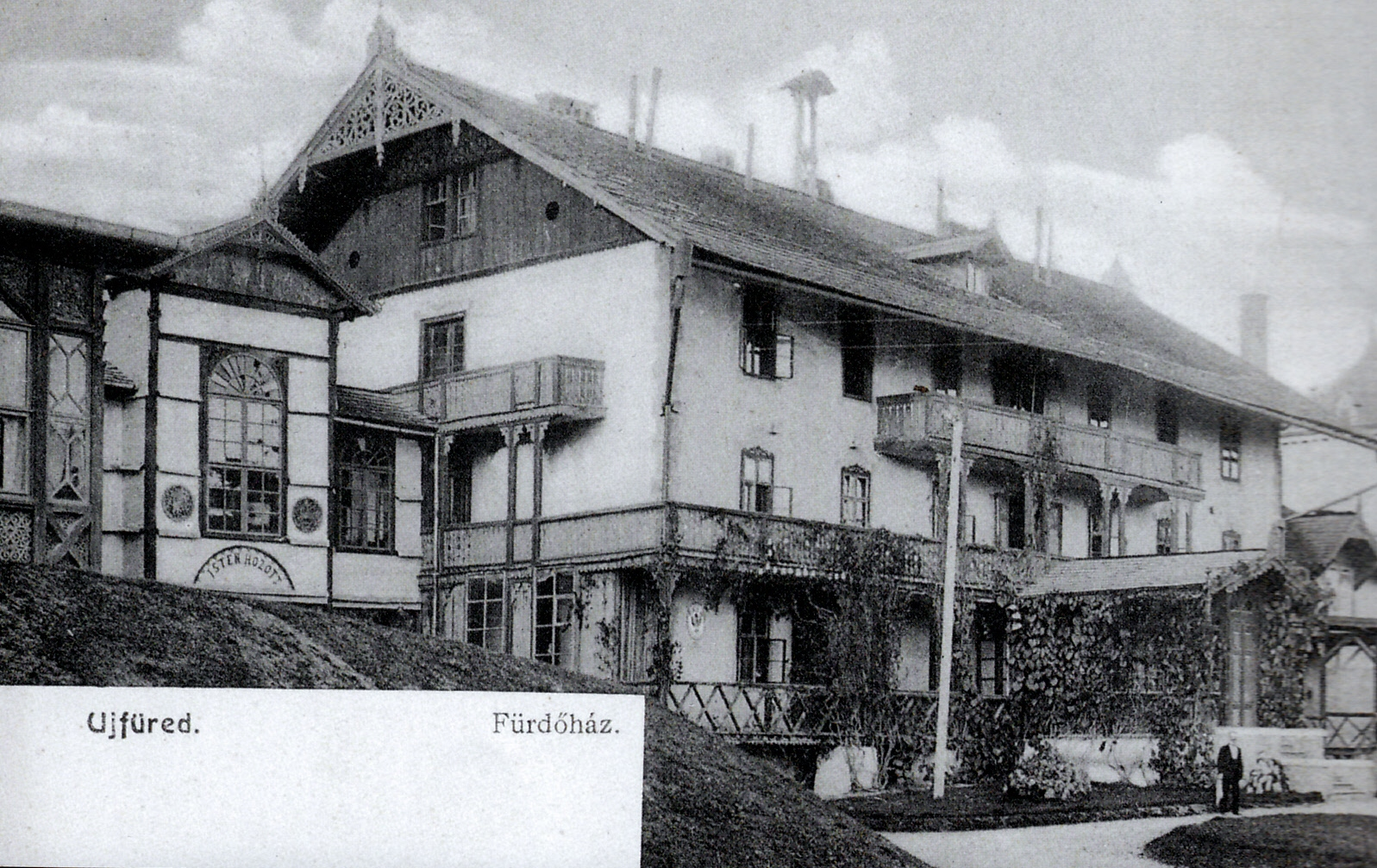
Altes Sanatorium, das erste Gebäude in Neuschmecks

Für diesen Zweck pachtete er 1875 ein 20 ha großes Grundstück von der Gemeinde Großschlagendorf (heute Veľký Slavkov), unmittelbar südwestlich von Schmecks. Noch 1875 richtete Szontagh hier eine gut ausgestattete meteorologische Station ein, die er bis 1891 auch selbst bewirtschaftete. Das neue Heilbad nahm am 1. Juli 1876 seinen Betrieb auf und behandelte in der ersten Saison 124 Patienten. In den Folgejahren entstanden sukzessiv weitere Gebäude, für seine Familie ließ Szontagh 1877 eine Villa errichten. Seine Idee, Lungenkrankheiten im Hochgebirge anstatt in einem Seebad behandeln zu lassen, fand allerdings anfangs in der Fachwelt und der Presse keine Unterstützung und Szontagh wurde als „Scharlatan und rücksichtsloser Experimentator“ charakterisiert. Die Kritik wurde noch heftiger, als Szontagh probeweise den Winterbetrieb zur Wintersaison 1881/1882 einführte, damals ein Novum. Die erste Wintersaison blieb hinter seinen Erwartungen zurück, in der nächsten blieben aber schon 77 Patienten während des Winters. 1882 wurden in Neuschmecks 618, 1883 sogar 730 Patienten behandelt. Ab ungefähr Mitte der 1880er Jahre wurde Szontaghs Kurprogramm kaum noch angezweifelt, ab 1885 wurde in Neuschmecks auch die Basedowsche Krankheit behandelt. Auch die Leitung des Kurorts Schmecks empfand das Heilbad Neuschmecks als Konkurrenz und unter ihrem Einfluss lehnte die Gemeinde Mühlenbach (heute Mlynica) den Bau der kurzen Verbindungsstraße zwischen beiden Kurorten ab, sodass es nur eine Forststraße Richtung Großschlagendorf gab. Erst nach Eingreifen der Beamten des Komitat Zips im Jahr 1883 einigten sich alle Seiten auf Errichtung der Straße. 1893 erwarb Szontagh den historischen Teil von Neuschmecks und wurde dessen alleiniger Besitzer.
1877 schloss Szontagh eine Ehe mit Ilona Gillming, mit der er fünf Kinder hatte. Seine zweite Frau starb mit nur 26 Jahren am 5. Februar 1885, zwei Wochen nach der Geburt des fünften Kindes. Seine dritte Frau, Ilona Magyar, war das Kindermädchen der Kinder aus Szontaghs zweiter Ehe. Nach dem Tod seiner zweiten Frau zog sich Szontagh im Privatleben immer mehr zurück.
Auch außerhalb des Kurbetriebs war Szontagh aktiv. Er nahm zwar an der konstituierenden Generalversammlung des Ungarischen Karpathenvereins (UKV) im Jahr 1873 nicht teil, wurde aber noch im selben Jahr Vereinsmitglied und ab 1877 Mitglied des Zentralkomitees des UKV. In dieser Eigenschaft war er maßgeblich an der Organisation der Bergrettung, der Bergführer, der Touristik und des Skisports beteiligt, dazu trieb er den Bau einer Gürtelstraße zwischen den Tatraorten (heute als Cesta Slobody, deutsch Freiheitsstraße bekannt) voran. Als Tourist war er vor allem zwischen dem Botzdorfer (slowakisch Batizovská dolina) und dem Kleinen Kohlbachtal (slowakisch Malá Studená dolina) unterwegs, auch auf Skiern und Schneeschuhen im Winter, und besaß ein Jagdrevier unweit des Bergmassivs Velické granáty. Er gab von 1883 bis 1885 die Zeitschrift Tátra-Vidék heraus, publizierte Artikel über seine Heilbehandlungen und die Tatra und verfasste 1896 einen eigenen Tatraführer. Als Mitglied der evangelischen Kirche war er 29 Jahre lang Senior des Unter-Tatra-Seniorats der Ungarnländischen Evangelischen Kirche A. B., Kurator der Großschlagendorfer Kirchengemeinde, von 1891 bis 1893 Mitglied der Evangelischen Synode und in den letzten zwei Jahren Superintendent des Theißerdistrikts. Er initiierte und finanzierte auch zum größten Teil den Bau der evangelischen Kirche in Neuschmecks, die am 24. Juli 1887 feierlich geweiht wurde. 
Nikolaus Szontagh starb am 2. Dezember 1899 in Neuschmecks und wurde am 6. Dezember in der Krypta der dortigen evangelischen Kirche beigesetzt. Sein Sohn, Nikolaus Szontagh d. J., war ebenfalls als Arzt im Heilbad Neuschmecks tätig, musste aber 1945 unter Zwang die Hohe Tatra verlassen. Der Kurort wurde dann 1948 verstaatlicht.

## Würdigung

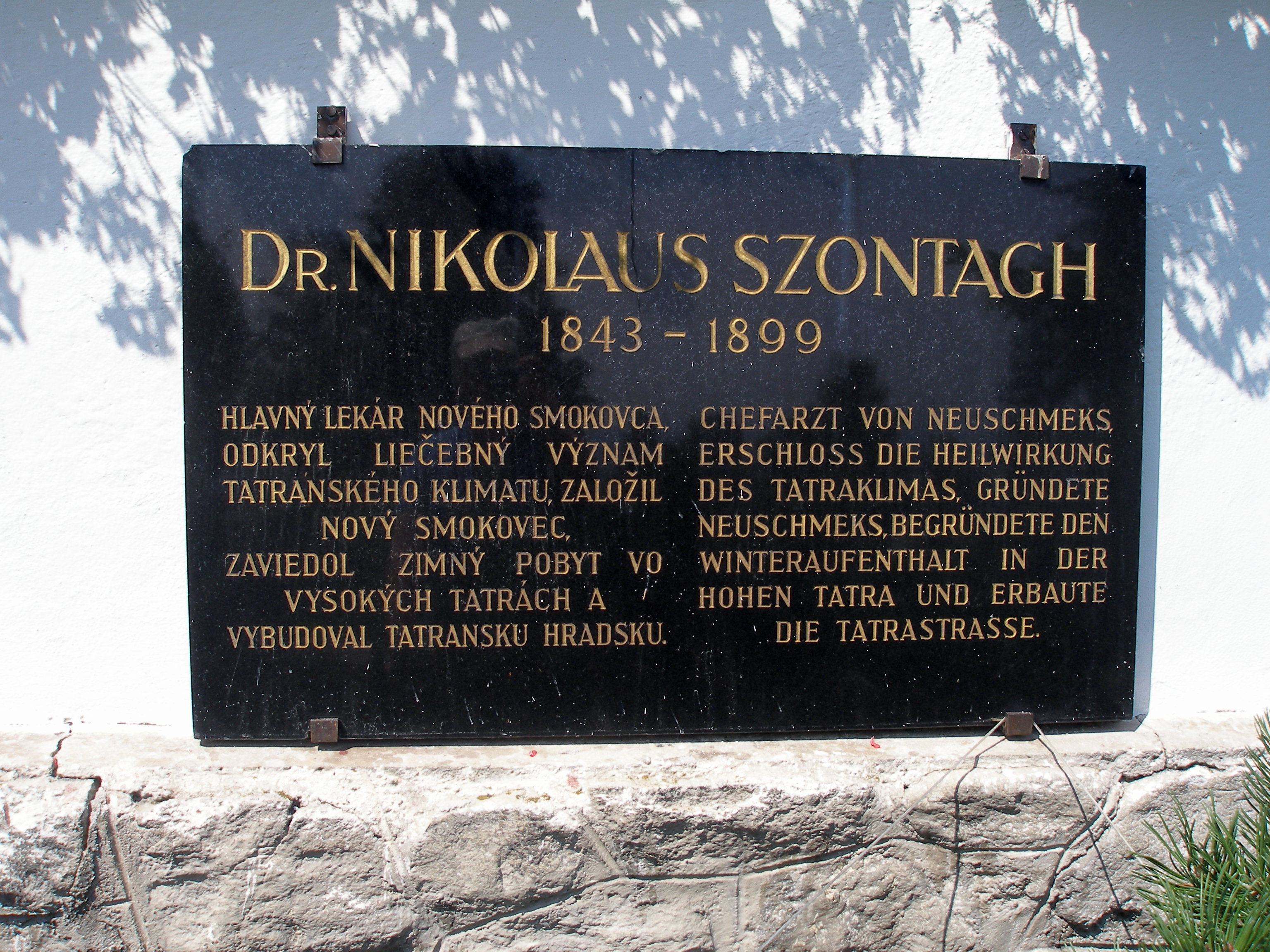
Zweisprachige Gedenktafel an der evangelischen Kirche in Nový Smokovec

Nach Nikolaus Szontagh sind zwei kleine Bergseen im Tal Slavkovská dolina, südöstlich des Bergmassivs von Bradavica gelegen, benannt: Szontaghovo pleso (Szontaghsee) und Malé Szontaghovo pliesko (Kleines Szontaghseelein). Der 2414 m n.m. hohe Berg Kupola und der nahe gelegene Sattel Sedlo pod Kupolou tragen in der deutschen Tatra-Nomenklatur die Namen Szontaghspitze bzw. Szontaghscharte, mit Entsprechungen im Ungarischen.